# José van Dam
José van Dam, właśc. Joseph Van Damme (ur. 25 sierpnia 1940 w Ixelles) – belgijski śpiewak, bas-baryton.

## Życiorys
W wieku 11 lat rozpoczął naukę gry na fortepianie i solfeżu, w wieku 13 lat naukę śpiewu. Studiował w konserwatorium w Brukseli u Frédérica Anspacha, studia ukończył w 1958 roku z I nagrodą. Zadebiutował w 1960 roku w Liège jako Don Basilio w Cyruliku sewilskim Gioacchino Rossiniego. W kolejnych latach występował w Opéra-Comique w Paryżu (1961–1965) i Grand Théâtre w Genewie (1965–1967). Od 1967 do 1973 roku związany był z Deutsche Oper w Berlinie. W 1968 roku debiutował na festiwalu w Salzburgu w Rappresentatione di Anima, et di Corpo Emilio de’ Cavalieriego. Rolą Escamilla w Carmen Georges’a Bizeta debiutował w La Scali (1970), Covent Garden Theatre (1973) i Metropolitan Opera (1975). W 1983 roku wystąpił w roli tytułowej podczas prapremiery opery Saint François d’Assise Oliviera Messiaena. W 1985 roku wystąpił jako Hans Sachs w Śpiewakach norymberskich Richarda Wagnera w Théâtre Royal de la Monnaie w Brukseli, w tej samej roli występował w sezonie 1985–1986 w Lyric Opera of Chicago. W 1994 roku po raz pierwszy wystąpił w nowojorskiej Carnegie Hall. W 2003 roku w Brukseli wystąpił w prapremierze Oedipe sur la route Pierre’a Bartholomée.
W 1998 roku otrzymał od króla Alberta II tytuł barona. Oficer belgijskiego Orderu Leopolda II. Odznaczony komandorią francuskiego Orderu Sztuki i Literatury (1994).
Zasłynął takimi rolami jak Escamillo w Carmen Bizeta, Leporello w Don Giovannim, Figaro w Weselu Figara i Don Alfonso w Così fan tutte Mozarta, Hans Sachs w Śpiewakach norymberskich i Amfortas w Parsifalu Wagnera, Borys Godunow w Borysie Godunowie Musorgskiego, Filip II w Don Carlosie Verdiego. W jego repertuarze koncertowym znajdowały się utwory J.S. Bacha, W.A. Mozarta, Beethovena, Verdiego, Brahmsa i Mahlera. Dokonał ponad 120 nagrań płytowych dla wytwórni Deutsche Grammophon, EMI, Decca Records, Erato, Philips Records i Virgin Classics. Trzykrotnie (1985, 1993, 1998) otrzymał Nagrodę Grammy. Był laureatem 8. Międzynarodowego Konkursu Wokalnego w Tuluzie (1961). Wystąpił w filmach Don Giovanni Josepha Loseya (1979) i Le maître de musique Gérarda Corbiau (1988).